# Prealpi francesi

Collocazione dei principali massicci prealpini francesi.

Le Prealpi francesi sono le prealpi situate in territorio francese e che contornano ad ovest la catena principale delle Alpi e ad est il Massiccio Centrale, separati dalla valle del Rodano. Fanno parte delle Alpi Occidentali.

## Gruppi delle prealpi francesi
Progredendo da sud verso nord e seguendo la classificazione della Suddivisione Orografica Internazionale Unificata del Sistema Alpino (SOIUSA), si incontrano:
nelle Alpi Sud-occidentali:
- Prealpi di Nizza (Rocaillon-Grand Braus)

- Prealpi di Provenza
  - Prealpi di Digne (Cheval Blanc-Couard-Allier; Monges-Cimettes)
  - Prealpi di Grasse (Bernarde-Monte Brune-Teillon; Cheiron-Audibergue; Malay-Barjaude)
  - Prealpi di Vaucluse (Vaucluse-Lure; Luberon)

- Prealpi del Delfinato (Grande Tête de l'Obiou, 2790 m)
  - Prealpi del Devoluy (Pic de Bure-Bec de l'Aigle; Grande Tête de l'Obiou-Roc de Garnesier)
  - Prealpi occidentali di Gap (Céüse-Aujour)
  - Prealpi del Vercors (Grand Veymont-Lans-Charande; Serre du Montué-Roc de Toulau-Sausse-Epenet)
  - Prealpi del Diois (Toussière-Duffre-Servelle; Angèle-Vayou-Mélandre)
  - Prealpi delle Baronnies (Arsuc-Clavelière-Vanige; Chabre-Chamouse-Banne)

nelle Alpi Nord-occidentali:
- Prealpi di Savoia (Haute Cime des Dents du Midi, 3257 m)
  - Catena delle Aiguilles Rouges (Aiguilles Rouges)
  - Prealpi del Giffre (Buet-Ruan-Dents du Midi; Fis-Platé-Colonney; Dents Blanches-Avoudrues-Nant Golon)
  - Prealpi dello Sciablese (Haufforts-Grange; Bise-Oche; Roc d'Enfer-Brasses)
  - Prealpi dei Bornes (Aravis; Bargy-Lachat-Tournette)
  - Prealpi dei Bauges (Arcalod-Trélod-Semnoz; Grand Colombier-Margerie-Revard)
  - Prealpi della Chartreuse (Granier-Dent de Crolles-Grand Som; Chamechaude-Charmant Som)